# Système horaire
Les principaux systèmes horaires utilisés sont le système horaire de 24 heures qui numérote les 24 heures du jour de minuit inclus à minuit exclu (0 h à 23 h) et le système horaire de 12 heures qui énumère les 12 heures ante meridiem, la nuit ainsi que le matin, de minuit inclus à midi exclu (12 am, 1 am… 11 am) et les 12 heures post meridiem, l'après-midi et le soir, de midi inclus à minuit exclu (12 pm, 1 pm… 11 pm). Donc 12 pm = midi et 12 am = minuit.

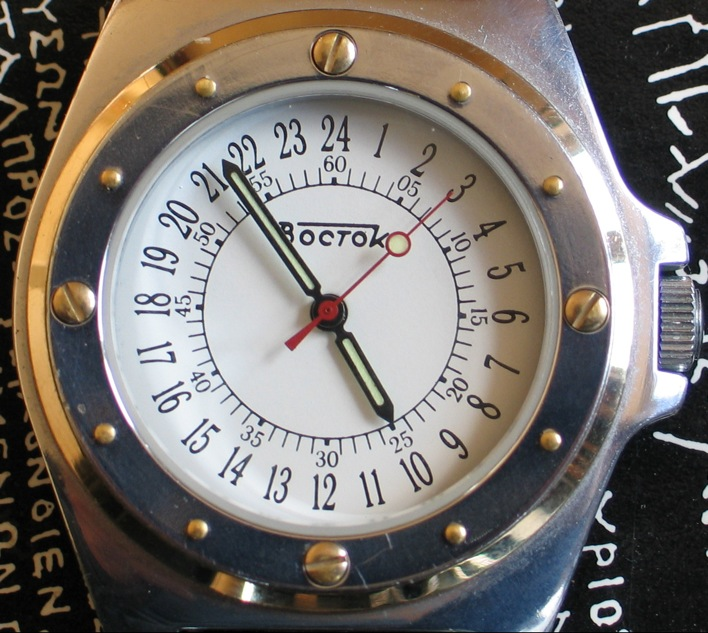
Montre analogique utilisant le système inusuel des 24 heures.

Le standard international ISO 8601 traitant de la représentation numérique de la date et de l'heure utilise le système horaire des 24 heures, usage retenu par la majorité des États.  Le système des 12 heures est courant y compris à l'écrit dans de nombreux pays de langue anglaise (Australie, Afrique du Sud, Belize, États-Unis,  Royaume-Uni), une partie de l'Amérique latine (dont le Mexique), en Grèce et en Albanie, bien que la notation sur 24 heures soit employée dans certains secteurs afin d'éviter les confusions) ou dans les disciplines. Dans la plupart des autres pays, où l'usage formel retient le système des 24 heures, les horloges analogiques consacrent celui des 12 heures. En anglais, c'est différent, quand on lit l'heure car on commence toujours par les minutes puis par les heures (exemple : Il est 11h20 du matin en anglais devient It's twenty past eleven am). 
Un système horaire de 6 heures, codifié par le roi de Thaïlande Rama V au début du XXe siècle, est encore d'emploi dans le registre familier thaï : quatre périodes de la journée (après-minuit, matin, après-midi, soirée) y sont divisées en six heures. Un système de dix heures, dit temps décimal, fut d'usage officiel en France de 1793 à 1795. 

## Comparaisons
Correspondance entre systèmes horaires. Minuit est noté 12 am et 0 h (mais rarement 24 h) ; midi 12 pm et 12 h.
| 12 heures       | 24 heures    |
| --------------- | ------------ |
| 0 h 24 h (rare) | 12 am minuit |
| 1 h             | 1 am         |
| 2 h             | 2 am         |
| 3 h             | 3 am         |
| 4 h             | 4 am         |
| 5 h             | 5 am         |
| 6 h             | 6 am         |
| 7 h             | 7 am         |
| 8 h             | 8 am         |
| 9 h             | 9 am         |
| 10 h            | 10 am        |
| 11 h            | 11 am        |
| 12 h            | 12 pm midi   |
| 13 h            | 1 pm         |
| 14 h            | 2 pm         |
| 15 h            | 3 pm         |
| 16 h            | 4 pm         |
| 17 h            | 5 pm         |
| 18 h            | 6 pm         |
| 19 h            | 7 pm         |
| 20 h            | 8 pm         |
| 21 h            | 9 pm         |
| 22 h            | 10 pm        |
| 23 h            | 11 pm        |

Exemple : heure actuelle du serveur de Wikipédia :   2:51 am (12 h) -  2 h 51 (24 h). (actualiser)